# Chaetocalyx bracteosa
Chaetocalyx bracteosa là một loài thực vật có hoa trong họ Đậu. Loài này được Rudd miêu tả khoa học đầu tiên.